# Lycaena salustius
Lycaena salustius is een vlinder uit de familie van de Lycaenidae. De wetenschappelijke naam van de soort is voor het eerst geldig gepubliceerd in 1793 door Johann Christian Fabricius.

## Ondersoorten
- Lycaena salustius salustius
- Lycaena salustius maui (Fereday, 1877)